# Daptolestes illusiolautus
Daptolestes illusiolautus — вид двокрилих комах родини ктирів (Asilidae). Описаний у 2020 році.

## Назва
Вид названо на честь супергероя кіновсесвіту Марвел, скандинавського бога обману Локі (illusiolautus з латини перекладається як «елегантна хитрість»).

## Поширення
Ендемік Австралії.